# Throbbing Gristle
Throbbing Gristle (en español: Cartílago palpitante) fue una banda británica de industrial que evolucionó del grupo performance llamado COUM Transmissions. Los miembros fundadores de Throbbing Gristle fueron Chris Carter, Genesis P-Orridge, Cosey Fanni Tutti y Peter Christopherson. El nombre del grupo es jerga británica para un pene erecto.

## Historia

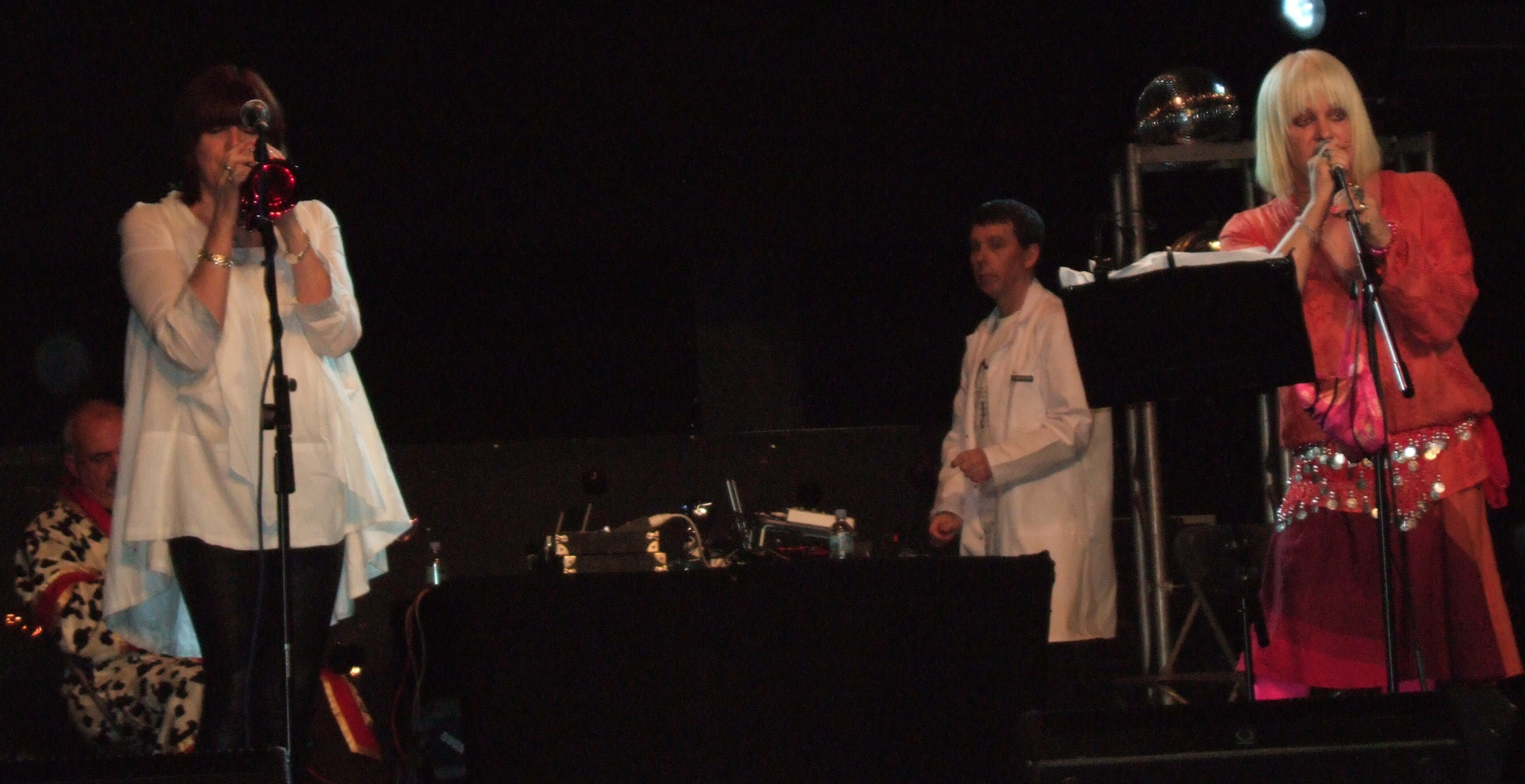
Throbbing Gristle en vivo en Londres, 2009. De izquierda a derecha: Peter Christopherson (al fondo), Cosey Fanni Tutti, Chris Carter y Genesis P-Orridge.

Son considerados como los pioneros o casi, literalmente, inventores de la música industrial.
Sus presentaciones en vivo, altamente confrontacionales, solían usar imágenes perturbadoras (incluyendo pornografía) y fotos de campos de concentración del régimen nazi, dándole al grupo una reputación notable. Sin embargo, el grupo siempre sostuvo que su misión era retar y explorar los lados más oscuros y obsesivos de la condición humana (en vez de hacer música atractiva). Throbbing Gristle fue pionero en el uso de samples pregrabados y uso de efectos especiales para producir un trasfondo distintivo y altamente distorsionado. Esto era, usualmente acompañado por letras cantadas o habladas por la artista transgénero Genesis P-Orridge, una de las primeras personas del movimiento trans dentro de la escena rock.
En 1977, lanzaron su grabación debut, The Second Annual Report. Aunque inicialmente solo se fabricaron 786 copias en la disquera de la banda, Industrial Records, el álbum tuvo suficiente demanda como para relanzarlo posteriormente. Throbbing Gristle se separó en 1981, con los fundadores Genesis P-Orridge y Peter Christopherson formando Psychic TV, mientras que Cosey Fanni Tutti y Chris Carter continuaron grabando juntos bajo el nombre de Chris and Cosey. Christopherson luego formó la banda Coil con su compañero de Psychic TV, John Balance.
Throbbing Gristle fue notorio por sus presentaciones en vivo, que eran frecuentemente experimentales y muy diferentes a su trabajo de estudio. Aunado a sus álbumes de estudio, grandes cantidades de grabaciones de shows en directo fueron lanzadas, con calidad de sonido variada. Una historia concisa de Throbbing Gristle y COUM Transmissions puede ser encontrada en el libro de Simon Ford Wreckers of Civilisation. Un set de 24 CD, TG24, documentando muchas de las presentaciones de Throbbing Gristle, fue lanzado en diciembre de 2002. Una secuela a este set, crónica de las últimas 10 presentaciones, fue lanzado como TG+. Estos lanzamientos acumularon grabaciones que habían sido originalmente lanzados en formato casete o álbumes de vinilo exclusivamente, algunos de carácter oficial, otros no. Luego de mucho tiempo fuera de circulación, estos lanzamientos crearon un nuevo interés en la banda.
Su show de regreso, se concretó en el hotel Astoria en Londres, el 16 de mayo de 2004. El show fue filmado por la banda, y su salida en DVD se dio en el 2006. Fue la primera presentación en vivo de Throbbing Gristle en casi 23 años. En 2006, la banda terminó la grabación de su primer álbum de estudio en casi 25 años, titulado Part Two.
A finales de 2009, ponen a la venta una versión modificada de la Buda Machine de FM3, un reproductor de loops, con 30 loops base creados por ellos. En el año 2010, continuaron realizando conciertos por Europa, hasta que el 28 de octubre, Christopherson, Cosey y Carter anuncian el abandono de la formación de Genesis P-Orridge, debido a su retiro de los escenarios y de la vida pública. Al parecer Genesis habría escrito dos emails expresando su deseo de dejar la gira lo que fue interpretado como un nuevo punto final en la carrera de la banda, sin embargo Genesis afirma haber parado en directo pero no tener intención de dejar el grupo. Los tres terminaron la gira de TG a principios de nombre actuando bajo el nombre de X-TG.
El 28 de noviembre de 2010, Peter Christopherson muere en su casa en Bangkok, Tailandia. El 14 de marzo de 2020, Genesis P-Orridge fallece a causa de una leucemia, que le fue diagnosticada en 2017.

### Legado
La banda es ampliamente vista como la creadora del género industrial, junto con los contemporáneos Cabaret Voltaire. El término fue acuñado a mediados de la década de 1970 con la fundación de Industrial Records por Genesis P-Orridge y el artista estadounidense Monte Cazazza; en el álbum debut de Throbbing Gristle, The Second Annual Report, donde acuñaron el eslogan eslogan irónico "industrial music for industrial people" (en castellano, "música industrial para gente industrial"). La primera ola de esta música apareció con Throbbing Gristle y Cabaret Voltaire.

## Miembros

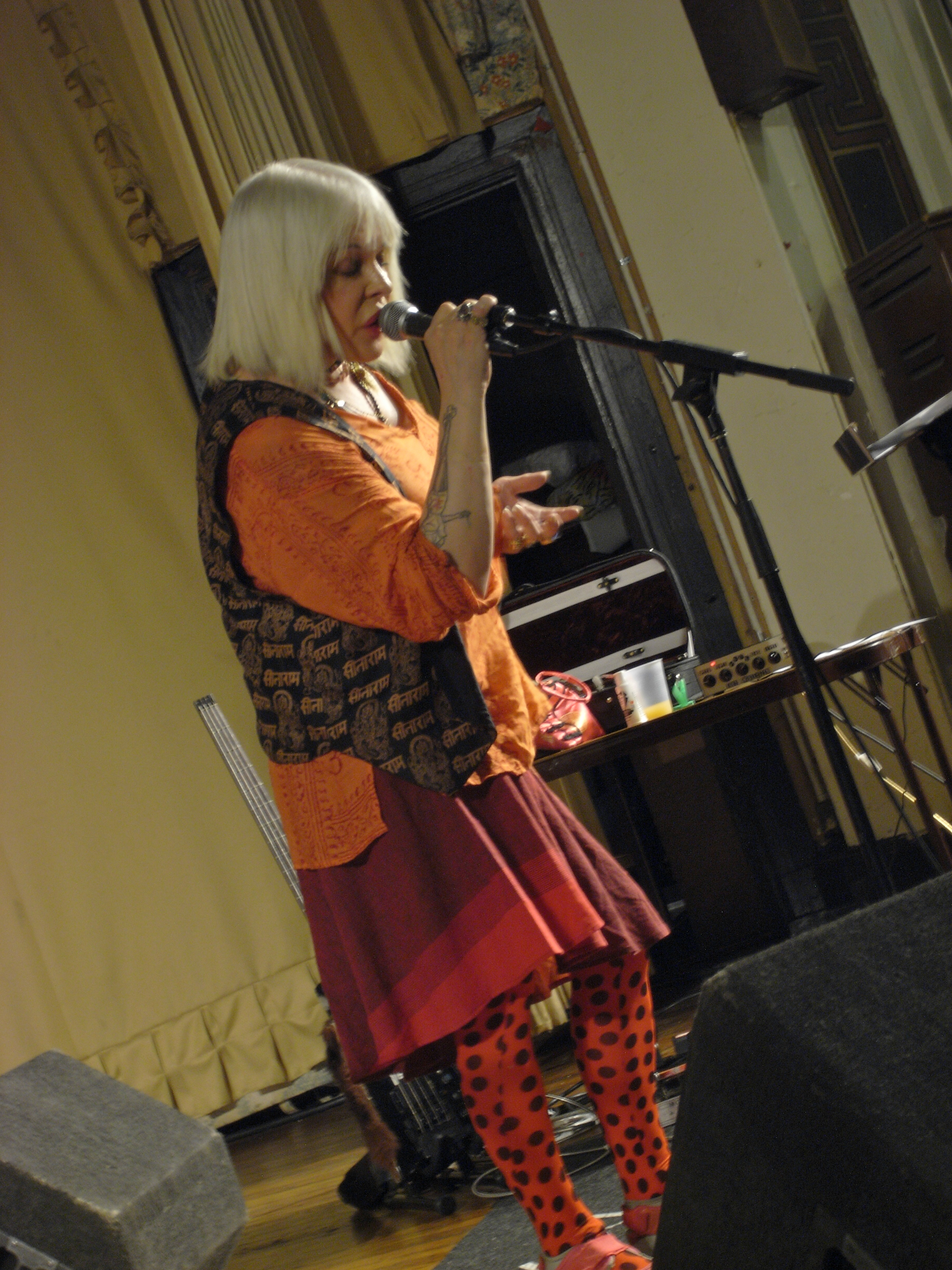
Genesis P-Orridge -voz, bajo, violín, sintetizadores- (1976 - 1981, 2004 - 2010; fallecida en 2020)
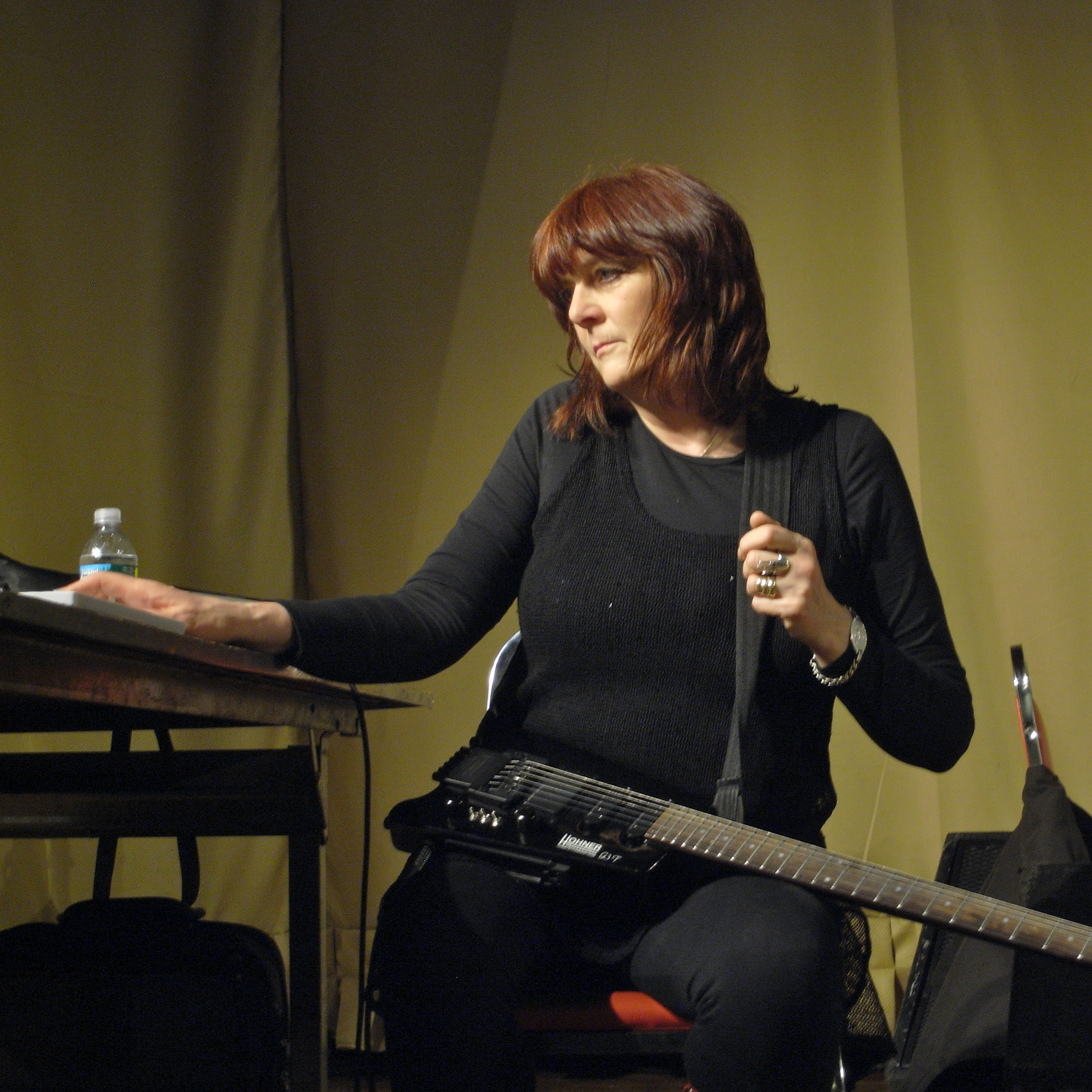
Cosey Fanni Tutti -guitarra, voz, corneta- (1976 - 1981, 2004 - 2010)
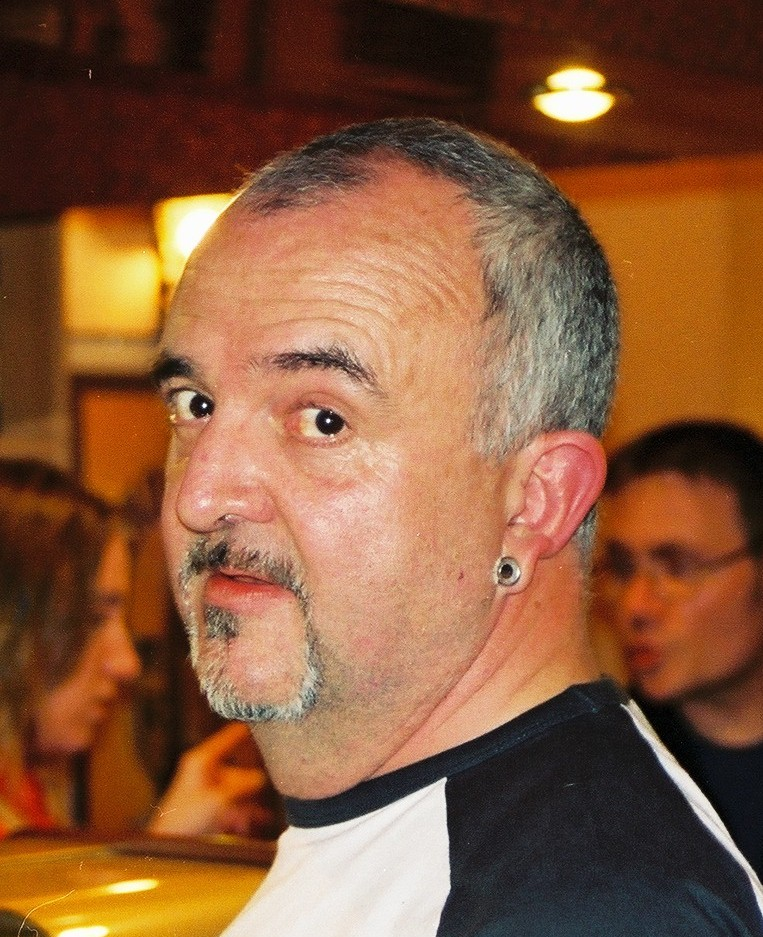
Peter Christopherson -samplers, sintetizadores- 1976 - 1981, 2004 - 2010; fallecido en 2010)
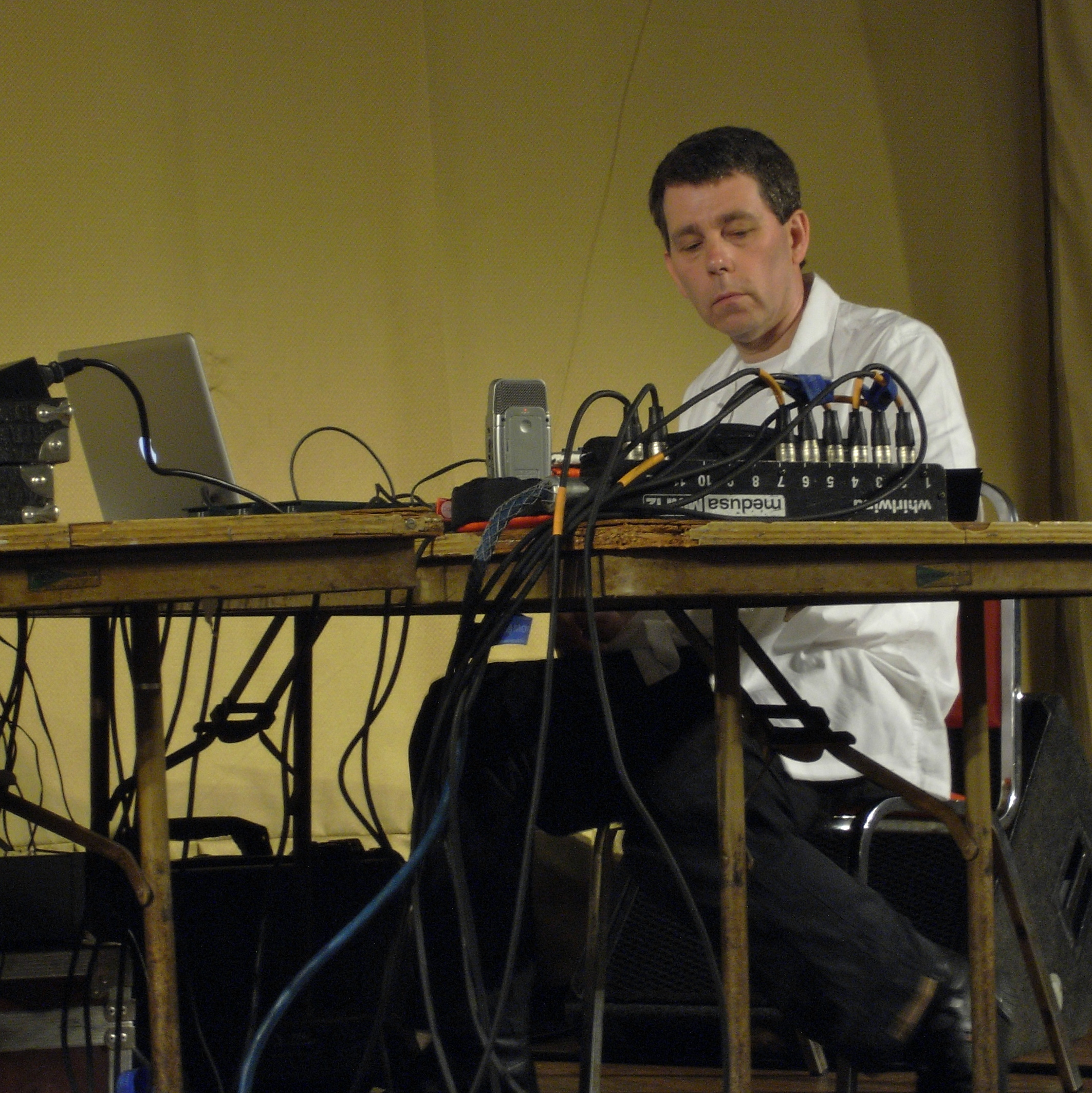
Chris Carter -sintetizadores, programación, cintas eléctronicas (1976–1981, 2004–2010)

## Discografía

### Álbumes de estudio
- The Second Annual Report (1977)
- D.o.A: The Third and Final Report of Throbbing Gristle (1978)
- 20 Jazz Funk Greats (1979)
- Journey Through a Body (1982)
- In the Shadow of the Sun (1984)
- CD1 (untitled) (1986)
- TG Now (2004)
- Part Two: The Endless Not (2007)
- The Third Mind Movements (2009)